# Maria Pacaut
Maria Pacaut, née Maria Dubost le 2 mai 1900 à Frans (Ain) et morte le 6 avril 1974 à Toulon (Var), est une femme politique française. Elle est sénatrice communiste du Rhône de 1946 à 1948.

## Biographie
Institutrice puis directrice d'école primaire à Lyon, militante du Syndicat national des instituteurs, Maria Pacaut s'engage dans la Résistance. Cet engagement lui vaut d'être décorée de la Médaille de la Résistance.
En décembre 1946, seconde sur la liste communiste conduite par Louis Dupic dans le département du Rhône, elle est élue au Conseil de la République dans le cadre de la répartition interdépartementale des sièges. Comme sénatrice elle intervient particulièrement sur les questions de l'enseignement. Elle n'est pas réélue lors du renouvellement sénatorial du 7 novembre 1948, la liste communiste n'obtenant qu'un seul élu.

## Détail des fonctions et des mandats
Mandat parlementaire
- 8 décembre 1946 - 15 novembre 1948 : Sénatrice du Rhône